# Jean Vallette d'Osia
Pour les articles homonymes, voir Vallette d'Osia.
Jean Vallette d'Osia, né le 16 août 1898 à Rennes et mort le 28 février 2000 à Annecy-le-Vieux, est un officier français, principalement connu pour les responsabilités qu'il a exercées dans la Résistance intérieure française en Haute-Savoie. Il a terminé sa carrière militaire comme général de corps d'armée à Lyon, après avoir commandé la 27e division d'infanterie alpine.

## Biographie
Jean Vallette d'Osia est le fils de Marcel (Louis-Marie-Marcel) Vallette d'Osia (1857-1931), officier d'infanterie, et de Jeanne Du Chambge de Noyelles (1867-   ) et le petit-fils du général Joseph-Hyacinthe Du Chambge.
Dans sa jeunesse, il milite au sein des Étudiants d'Action française de Versailles.

### Début de carrière militaire (1916-1939)
Jean Vallette d'Osia est engagé volontaire à Saint-Cyr en juillet 1916. Un an plus tard il est affecté en tant qu'aspirant au 19e RI, puis lieutenant, où il va multiplier les actions d'éclat.
Il commande dès 1917 un groupe franc sur les différents fronts de la Marne et du Chemin des Dames. Le 25 mai 1918, il captura un allemand qui interrogé, dévoila la grande attaque du chemin des Dames. Il reçut alors sur le champ de bataille, la Croix de chevalier de la Légion d'honneur. Durant la Première Guerre mondiale, il fut blessé à trois reprises et reçut six citations pour conduite héroïque.
Après sa sortie de Saint-Cyr, il est envoyé au Maroc, affecté au 1er régiment étranger basé à Meknès. Il participe à la guerre du Rif.
En janvier 1925, il rejoint le 6e BCA en garnison à Grenoble, où il peut mettre en valeur ses qualités physiques. C'est là qu'il rencontre le capitaine Eugène Molle dont il deviendra l'ami fidèle. À partir du 7 février 1934, admirateur de Charles Maurras, il commence la « préparation morale de ses chasseurs pour être en mesure d'agir au gré des circonstances », mais il est déçu par l'inaction des chefs de l'Action française.
La même année 1934, il est reçu à l'École de Guerre avant d'être nommé à l'état-major de la XIVe région militaire à Lyon.

### La Seconde Guerre mondiale

#### Drôle de Guerre et Bataille de France
Capitaine et officier d'état-major en 1939 lorsque la Seconde Guerre mondiale éclate, il est promu commandant en décembre 1939. Il est en Écosse le 10 mai 1940, en support du corps expéditionnaire français en Norvège (Voir Bataille de Narvik).
Il participe à la bataille de France à partir du 18 mai 1940 dans le secteur de la Somme et en Normandie. Lors d'un combat inégal sur la Bresle, il est fait prisonnier par les Allemands avec le reste de sa division près de Saint-Valery-en-Caux. Refusant la captivité, il s'évade une première fois. Il est repris, mais s'évade une seconde fois à Nuits-Saint-Georges et réussit à passer en Zone libre, où il prend connaissance de l'appel du général de Gaulle.
Il se rend alors à Clermont-Ferrand pour demander l'avis du général Maxime Weygand qui lui aurait déclaré « Forcément, tôt ou tard, la France rentrera dans la guerre… si tous ceux qui sont capables de l'aider à se reprendre s'en vont, jamais elle ne pourra le faire avec honneur. De Gaulle, par ailleurs, a suffisamment d'officiers de valeur à ses côtés. Je vous demande de rester. ». Vallette d'Osia choisit alors de réintégrer l'armée d'armistice, il est nommé en août 1940, chef de corps du 27e Bataillon de Chasseurs Alpins à Annecy.

#### L'armée d'armistice (Annecy)
Sitôt en poste à Annecy, il s'emploie à camoufler dans trente dépôts le maximum de matériel militaire — de quoi armer trois bataillons — à l'insu de la commission d'armistice franco-italienne. Comme beaucoup d'officiers français de cette époque, il a en tête l'exemple historique des Allemands vaincus à Iéna et qui ont préparé leur revanche. C'est dans cet esprit qu'il assume son commandement du 27e BCA jusqu'à son remplacement à ce poste à la fin de l'année 1941. Il est alors nommé chef d'état-major du département de la Haute-Savoie, et dans ses mémoires, il écrira que le rayon clandestin est inclus dans ses nouvelles fonctions. Il s'occupe notamment de la réception des évadés des camps de prisonniers de guerre allemands, certains jours, plus de trente. En mai 1942, il reçoit ainsi au château de la Verpillière le général Giraud, avec qui il s'entretient des possibilités de reprise de la guerre.
Maréchaliste en novembre 1940, il désapprouve les excès du Service d'ordre légionnaire, notamment lorsque certains de ses membres se saisissent de François de Menthon et le plongent dans le bassin d'eau en face de la mairie d'Annecy, et il n'accroche pas avec Joseph Darnand lorsque celui-ci préside à Annecy une grande manifestation du S.O.L. Finalement, Vallette d'Osia bascule dans la Résistance en novembre 1942 lorsque les Allemands envahissent la Zone Libre et que le gouvernement de Vichy ne s'oppose pas à cette invasion. Il aurait voulu rallier l'Afrique du Nord pour se mettre aux ordres du général Giraud, mais la traversée de la frontière espagnole semble trop hasardeuse. Il ne se rend pas à une convocation du préfet Dauliac le 16 décembre 1942, qui voulait le sommer de livrer les armements cachés, et entre dans la clandestinité, ce qui lui vaut d'être condamné pour « abandon de poste en présence de l'ennemi ».

#### La Résistance en Haute-Savoie
Le zèle du préfet Dauliac permet à celui-ci de retrouver 24 dépôts d'armes sur trente, dont les armes sont livrées aux autorités d'occupation. Lorsqu'en 1940, Vallette d'Osia prit le commandement du 27e BCA avec des idées de revanche, son but était de prévoir, le moment venu, un gonflement possible des effectifs par l'incorporation de civils. Avec la nouvelle situation « c'est aux civils de prendre l'affaire en main », le rôle des militaires est maintenant d'aider les civils : « Si nous nous sentions dégagés de toute obligation vis-à-vis d'un gouvernement qui avait capitulé devant les exigences de l'ennemi et liquidé son Armée, nous ne l'étions pas de notre mission de soldat ».
Au cours d'une réunion, une assemblée de résistants lui demandent de « prendre la tête de la Résistance en Haute-Savoie ». Au mois de novembre, Vallette d'Osia avait pris contact avec Combat dont il connaissait l'existence, mais il ne semble pas qu'il soit affilié, à cette époque à un mouvement de résistance connu. Il se rend à Genève pour prendre contact avec le consul anglais en vue de participer à l'acheminement de renseignements. Par l'intermédiaire du consul, il parvient aussi à établir le contact avec Giraud, mais le télégramme qu'il reçoit du général contient des prescriptions tellement inadaptées à la réalité que Vallette d'Osia en vient à douter que le général Giraud en soit vraiment l'auteur.
Ayant le contact avec un certain nombre d'anciens camarades officiers, chefs de corps comme Cogny, Reyniès, Noiret, Laffargue, ou simple lieutenant comme Tom Morel mais aussi avec les Mouvements unis de la Résistance (MUR) naissants, dont il reconnait, sinon l'autorité, du moins la légitimité pour impulser « une action cohérente dans un plan d'ensemble définis en accord complet avec les alliés », il participe à la création de ce qui deviendra l'Armée Secrète de Haute-Savoie. Les contacts avec l'Organisation de résistance de l'armée (ORA) semblent assez étroits. C'est le commandant Descour qui est chef d'état-major régional. Dans ses mémoires, Vallette d'Osia fait état de tensions au moment de la fusion de l'ORA dans les MUR, les militaires devant être subordonnés au responsable civil de la branche « Action ».
En 1942, dans un contexte de durcissement du régime, avec la mise en place du STO, Vallette d’Osia demande à Antoinette Reille d'organiser un réseau exclusivement féminin travaillant en liaison avec des officiers de Chasseurs Alpins passés à la Résistance notamment pour cacher les nombreux jeunes ouvriers fugitifs venus se cacher pour ne pas être envoyés en Allemagne. Ces agentes de liaison assureront de nombreux services notamment en lien avec le maquis du plateau des Glières.  Le grand résistant Tom Morel à la tête du maquis des Glières, dont la devise était « vivre libre ou mourir » leur écrira : « Tous les espoirs sont permis tant qu’il y aura des filles de France pour faire ce que vous faites. »
En 1943, Vallette d'Osia est sollicité par les MUR pour prendre en charge les jeunes réfractaires du Service du travail obligatoire (STO) aiguillés pour se cacher, vers des régions montagneuses. 5 000 jeunes avaient ainsi gagné la Haute-Savoie. Il prend alors contact avec l'américain Allen Dulles, responsable en Suisse de l'OSS, (Service d'action et de renseignements, ancêtre de la CIA) qui lui accorde un financement mensuel à hauteur de mille francs (un demi salaire de l'époque) pour chacun des cinq mille réfractaires. C'est donc avec un magot de cinq millions de francs qu'il repasse la frontière. À cette époque, début 1943, les résistants français attendent un débarquement allié pour l'automne. C'est donc dans cette perspective, fort du soutien américain que Vallette d'Osia organise des maquis où des officiers de l'armée encadrent les jeunes réfractaires qui acceptent de servir dans la Résistance. Pour l'encadrement, des renforts viennent également d'anciens de l'École des cadres d'Uriage. Un parachutage d'armes britanniques a lieu en mars 1943 sur le plateau des Glières : des mitraillettes Sten mais pas d'arme lourde.
La coopération entre les différentes mouvances de la Résistance reste quelque chose de complexe. Si la plupart de ses camarades officiers ont des liens avec l'ORA, Vallette d'Osia est responsable en Haute Savoie de l'Armée secrète qui n'a pas encore intégré l'ORA. L'Armée secrète dépend des MUR, mais d'Osia n'appartient à aucun des trois mouvements constitutifs des MUR, et c'est à titre privé, en quelque sorte qu'il a obtenu le soutien de l'OSS américain. Il consent « dans un but d'Union » à leur donner un droit de regard sur ses finances. C'est lui qui fait passer la frontière et accompagne Pierre de Bénouville, membre du comité directeur des MUR et Pierre Dejussieu-Pontcarral, chef d'état-major de l'Armée secrète, en Suisse pour rencontrer les alliés. Avec les maquis Francs-tireurs et partisans d'obédience communiste avec lesquels les maquis de Vallette d'Osia doivent coexister, les relations sont plutôt mauvaises. Pascal Copeau, dira en effet de lui : « C'est un réactionnaire déclaré dont l'entourage est ouvertement d'Action française ».
En été 1943, les contacts avec Londres reprennent en vue d'organiser des parachutages d'armes qui sont promis pour le mois d'août. Les échanges de messages radios font état de dissensions stratégiques. « Préférons petits groupes bien disciplinés d'une vingtaine d'hommes maximum, capable accomplir tâches précises » notifie Londres. Vallette d'Osia leur répond : « Répète que Région Alpine commence à être organisée. Serait dommage ne pas utiliser au jour J unités constituées et animées d'un haut moral… » . Aucun parachutage n'intervient avant l'arrestation de Vallette d'Osia qui survient le 13 septembre 1943, à Annecy, très peu de temps après la capitulation italienne du 8 septembre 1943 qui provoque l'invasion de la zone d'occupation italienne et donc d'Annecy par les Allemands.
Après un interrogatoire musclé, Vallette d'Osia est transféré à Annemasse, puis à Lyon, où il est incarcéré une journée à la prison Montluc. De là, il est convoyé en train vers le Nord par deux soldats allemands. Il réussit à sauter du train, menottes aux poignets, par la fenêtre du compartiment, lors de la nuit du 18 septembre 1943, vers Nuits-Saint-Georges.
Le maquis des Glières sera formé sur la base des premiers maquis organisés par Vallette d'Osia. Mais ce dernier ne participera pas directement à l'héroïque défense du plateau des Glières, en ayant délégué le commandement à ses subordonnés. Une compagnie de ce maquis portait son nom et s'est bien battue lors de la bataille du Vercors, c'est la raison pour laquelle il est de tradition dans les bataillons de chasseurs alpins que la 1re compagnie porte le nom de « Compagnie Vallette d'Osia ».
D'autre part, il était le supérieur de Tom Morel qui commandait le maquis en mars 1944.

#### Alger
Désormais trop connu pour assumer ses responsabilités à la tête de l'Armée secrète de Haute-Savoie, Vallette d'Osia se replie sur la Suisse, ne passant la frontière que pour quelques réunions où de fortes tensions entre différentes mouvances de la Résistance ont vu le jour. Il accepte la proposition de Descour d'aller représenter l'Armée secrète auprès des Alliés ou du Comité français de libération nationale. Après un embarquement manqué en décembre 1943 à Saint-Raphaël à bord du Casabianca, il rejoint la région d'Angers où, après quelques jours d'attente, il est exfiltré sur Londres par voie aérienne en compagnie du lieutenant-colonel Paul Ély, adjoint du général Georges Revers, chef de l'ORA.
À Londres où il arrive le 5 février 1944, le courant passe bien avec Maurice Buckmaster, responsable de la section française du Special Operations Executive (SOE), mais beaucoup plus mal avec les responsables de la Direction générale des services spéciaux (DGSS) — le service d'action et de renseignements réunifié de l'Armée française de la Libération — avec qui il est en désaccord sur l'ordre de mobilisation générale en Haute-Savoie lancé au moment où les Allemands et la Milice française s'apprêtent à lancer l'assaut contre le Maquis des Glières.
Toujours accompagné de Paul Ély, Vallette d'Osia arrive à Alger fin février 1944, quelques jours avant l'ouverture du procès de Pierre Pucheu. Il rencontre son ancien camarade de collège François de Menthon, commissaire à la justice du Comité français de libération nationale qui lui aurait montré un papier où était inscrite, avant l'ouverture du procès, la sentence de mort à laquelle devait aboutir le procès. Dans ses mémoires, Vallette d'Osia écrit : « Giraud eut une attitude assez lamentable, lâchant Pucheu, attitude qui lui fit perdre beaucoup de prestige auprès des cadres et entraîna leur désaffection ».
Assez vite après son arrivée à Alger, Vallette d'Osia et Paul Ély sont reçus, ensemble ou séparément par les généraux Henri Giraud, Jean de Lattre de Tassigny et finalement par Charles de Gaulle. Au cours de l'entretien en tête-à-tête avec de Gaulle dont il est clair qu'il va devenir le chef du gouvernement provisoire, Vallette d'Osia attire l'attention sur le fait que les communistes qui se réclament d'une action commune se lancent en réalité de plus en plus dans une action indépendante, se soustrayant à tout contrôle, ce qui constitue une situation extrêmement difficile. « Cette partie de mon exposé ne plut pas à de Gaulle, qui se fâcha : nous n'avions qu'à obéir aux ordres reçus, sans nous mêler de ce qui ne nous regardait pas ». Avec l'évocation des officiers du 27e BCA qui sont en train de se faire tuer au maquis des Glières, de Gaulle se radoucit. En fait, au moment de l'entretien, les FTP communistes coexistaient plutôt bien avec leurs camarades de l'Armée Secrète au sein du bataillon formé par le lieutenant Tom Morel dans le maquis des Glières.
Malgré son désir d'être parachuté en France, par exemple comme Délégué militaire régional, Vallette d'Osia doit attendre que soit accompli le Débarquement de Provence pour rentrer en France. Le 27 août 1944, il atterrit près de Saint-Tropez à bord d'un dakota américain. Le 29 août 1944, il est à Annecy où il reprend contact avec ses anciens amis.

#### La bataille des Alpes
Vallette d'Osia, maintenant lieutenant-colonel, est l'un des premiers à entrer le 3 septembre 1944 au matin dans la ville de Lyon libérée. Jean de Lattre de Tassigny lui confie le soin de constituer et de commander la division alpine FFI qui absorbe quelque 32 bataillons de Forces françaises de l'intérieur (FFI), totalisant 32 000 hommes. La mission de cette division est de mener le combat contre les forces allemandes qui tiennent encore les grands cols des Alpes tout au long de la frontière italienne. Les combats se poursuivent tout l'hiver, jusqu'à la jonction à Turin avec les troupes alliés d'Harold Alexander et la reddition des forces allemandes d'Italie le 3 mai 1945. En janvier 1945, alors qu'il vient d'être nommé colonel, il doit céder le commandement de ce qui est devenu la 27e division alpine à son vieil ami Molle devenu général.

### Carrière militaire après la Seconde Guerre mondiale
Toujours intégré à la 27e division alpine, Vallette d'Osia part avec elle en occupation en Autriche.
Un an plus tard, il est nommé à la tête de la subdivision de Grenoble en 1945 et assure la formation des troupes alpines et leur spécialisation dans les problèmes de guerre en zone de montagne, dont il est à l'époque le meilleur spécialiste français. En 1950, il est promu général de brigade.
À partir d'août 1952, il prend le commandement de la 27e division d'infanterie alpine à Grenoble. En septembre 1955, il est nommé commandant du secteur de défense des Alpes, et promu général de division le 1er septembre 1954.
En août 1958, atteint par la limite d'âge, il passe en deuxième section après quarante-deux ans de vie militaire. Six semaines avant, il avait été nommé général de corps d'armée.

## Quarante deux ans de vie retraitée
Jean Vallette d'Osia bénéficiera d'autant d'années de retraite, quarante-deux, que d'années de service. Il consacre une partie de son temps à écrire ses mémoires dont les trois tomes finissent par paraître entre 1988 et 1994 sous le titre de Quarante-deux ans de vie militaire. L'homme qui ressort de cette autobiographie apparait effectivement complètement investi dans l'armée et inspiré par l'idéal militaire. Les quelques informations qui débordent sur sa vie privée retournent en partie dans la sphère militaire.

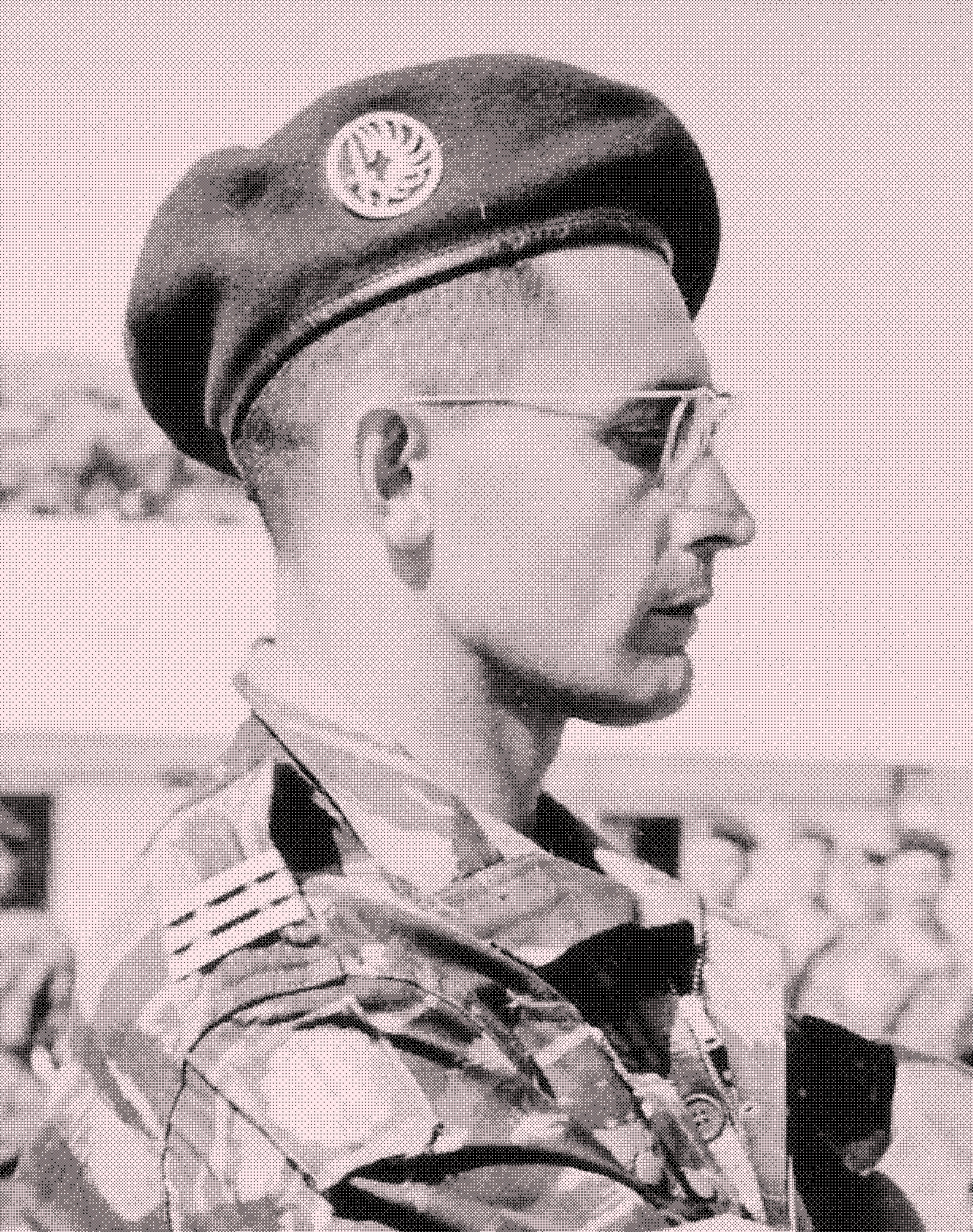
Un de ses fils, le capitaine Michel Vallette en Algérie française en juillet 1958. Il est alors au 14e régiment de chasseurs parachutistes.

Son père était également officier, bloqué au tableau d'avancement, probablement pour ses opinions royalistes, au moment de l'Affaire des fiches. Parmi ses huit enfants, trois de ses fils (Michel, Bernard, Jacques) sont devenus officiers, il retrouve les deux premiers à Alger au cours d'un voyage effectué en 1958. De ses mémoires ressort, mélangée à un enthousiasme toujours vif vis-à-vis des choses de l'armée, une certaine amertume de n'avoir pas connu, à l'instar de son père, l'avancement que ses qualités lui donnaient le droit d'attendre.
En 1997, Vallette d'Osia avait défrayé la chronique locale en accompagnant Jean-Marie Le Pen lorsque ce dernier fut empêché par les pouvoirs publics de venir déposer une gerbe de fleurs au monument de Morette à l'honneur des résistants tombés lors de la bataille du plateau des Glières.

## Décès
Lors de ses obsèques, les autorités de l'État furent représentées durant la messe par le Préfet, le général d'armée Bachelet, le chef de corps et les cors de chasse de la fanfare du 27e BCA (qu'il avait commandé de 1940 à 1942) et par des autorités militaires et civiles de la région. Parmi les appelés du 27e BCA qu'il a commandés au début de la Seconde Guerre mondiale, figurent notamment Henri de France, l'antiquaire parisien Robert Desaules et le peintre Maurice Boitel.
Le gouvernement et les députés présents à l'Assemblée nationale, à la demande de Bernard Accoyer, respectèrent une minute de silence en son honneur.

## Décorations
En 1918, Vallette d'Osia est le plus jeune Français de l'histoire décoré de la Légion d'honneur à titre militaire, à l'âge de 19 ans, égalant ainsi Sosthènes de La Rochefoucauld. Il sera aussi celui qui l'aura portée le plus longtemps, 82 ans, en étant décoré du Grand Cordon en 1978 par le Président Valéry Giscard d'Estaing.
 Grand-croix de la Légion d'honneur
 Croix de guerre 1914-1918 (6 citations)
 Croix de guerre des Théâtres d'opérations extérieurs (2 citations)
 Croix de guerre 1939-1945 (6 citations)
 Médaille de la Résistance française, avec rosette (décret du 3 août 1946)
 Médaille des évadés
 Insigne des blessés militaires
 Croix du combattant volontaire 1914-1918
 Médaille coloniale (avec agrafes "Maroc")
 Médaille commémorative de la guerre 1914-1918
 Médaille interalliée de la Victoire
 Médaille commémorative française de la guerre 1939-1945
 Médaille commémorative des services volontaires dans la France libre

## Publications
- Jean Vallette d'Osia, Quarante-deux ans de vie militaire, 1916-1958 : 1916-1939, 1ère guerre mondiale - L'entre deux-guerres, Lyon, Éditions lyonnaises d'art et d'histoire, 1991, 191 p. (ISBN 2-905230-45-2 et 978-2-905230-45-4, OCLC 419262241).
- Jean Vallette d'Osia, Quarante-deux ans de vie militaire, 1916-1958 : 1939-1945, 2ème guerre mondiale - Résistance - Libération, Éditions lyonnaises d'art et d'histoire, 1988 (ISBN 2-905-230-23-0 (édité erroné), OCLC 462483105).
- Jean Vallette d'Osia, Quarante-deux ans de vie militaire, 1916-1958 : 1945-1958, dans le secteur des Alpes, Lyon, Éditions lyonnaises d'art et d'histoire, 1994, 152 p. (ISBN 2-905230-94-0 et 978-2-905230-94-2, OCLC 463845791).

### Sources et bibliographie
La plupart des ouvrages sur la résistance font référence à Vallette d'Osia sans donner beaucoup d'information sur son parcours.
Certains ouvrages plus spécialisés lui consacrent plusieurs pages voire un chapitre, notamment :
- Charles Rickard, La Savoie dans la Résistance, Ouest-France, 1986.
- Jean Mabire, La Bataille des Alpes, 1944-45, Presses de la Cité, 1986.
- Paul Dreyfus, Histoire extraordinaire de la Résistance, Stock, 2001.
- François Musard, Les Glières (26 mars 1944), Robert Laffont, 1965.
- Michel Germain, Chronique de la Haute-Savoie pendant la Deuxième Guerre mondiale (septembre 1943 - 26 mars 1944), La fontaine de Savoisienne.